# Metrónomo de Praga
El metrónomo de Praga (en checo: Pražský metronom) es un  metrónomo de 75 pies (22,9 m) de altura en funcionamiento ubicado en el parque Letná, en la ciudad de Praga. La escultura cinética fue erigida en 1991, sobre el pedestal que quedó vacío tras la demolición, a finales de 1962, del Monumento a Stalin. El metrónomo fue diseñado por el artista internacional Vratislav Novák y es oficialmente llamado "Máquina del tiempo". Se le considera el metrónomo más grande del mundo, aunque Ginebra (desde 1972) y Gdansk (desde 2016) tienen relojes de péndulo más grandes.
El metrónomo de Praga funciona, pero no siempre está en funcionamiento. Una placa en su base dice: "Con el tiempo, todo pasa..." El péndulo invertido del metrónomo motorizado ha oscilado a 4 y 6 pulsaciones por minuto.